# 默尼什·古普塔
默尼什·古普塔（英語：Manish Gupta，1972年11月1日—），印度外交官，现任印度驻加纳高级专员，曾任印度駐雪梨總領事、印度駐伊斯坦布爾總領事等職務。

## 經歷
默尼什·古普塔生於1972年11月1日，出身拉贾斯坦邦。擁有印度理工學院瓦拉纳西校区的電子與通信工程學士學位。
在短暂从事信息技术工作后，1998年，古普塔進入印度外事服務部，並選擇法語作爲學習外語。
2000年至2002年間在布魯塞爾任職。2002年至2005年間在達喀爾任職。2009年至2013年間在印度常駐紐約聯合國代表團任職，在紐約期間，他擔任政治參贊及印度駐聯合國反恐委員會的協調員。他還曾代表印度擔任聯合國開發計劃署和聯合國兒童基金會的執行委員會成員。2013年至2016年間擔任印度駐伊斯坦布爾總領事。2019年5月至2023年12月，擔任印度駐雪梨總領事。
在印度外交部總部，曾於2005年至2009年間擔任北方司負責尼泊爾事務的官員。2016年至2019年擔任海外印度人事務司聯秘，負責監督移民與流動、移民政策、勞動力和人力資源、技能發展以及海外印度人福利和保護相關事宜。他還曾擔任印度國際移民中心（India Centre for Migration）的首席執行官，該中心是外交部在國際移民事務方面的智囊團。
2023年7月11日，古普塔被任命爲下一任印度駐加納高級專員。2024年2月13日，向加納總統遞交國書。

## 個人生活
已婚，育有一子。